# Memphis (Texas)
Memphis es una ciudad ubicada en el condado de Hall en el estado estadounidense de Texas. En el Censo de 2010 tenía una población de 2.290 habitantes y una densidad poblacional de 394,02 personas por km².

## Geografía
Memphis se encuentra ubicada en las coordenadas 34°43′36″N 100°32′30″O / 34.72667, -100.54167. Según la Oficina del Censo de los Estados Unidos, Memphis tiene una superficie total de 5.81 km², de la cual 5.81 km² corresponden a tierra firme y (0%) 0 km² es agua.

## Demografía
Según el censo de 2010, había 2.290 personas residiendo en Memphis. La densidad de población era de 394,02 hab./km². De los 2.290 habitantes, Memphis estaba compuesto por el 74.67% blancos, el 8.82% eran afroamericanos, el 1% eran amerindios, el 0.13% eran asiáticos, el 0% eran isleños del Pacífico, el 14.28% eran de otras razas y el 1.09% pertenecían a dos o más razas. Del total de la población el 32.88% eran hispanos o latinos de cualquier raza.